# Helicorbitoides
Helicorbitoides es un género de foraminífero bentónico de la subfamilia Lepidorbitoidinae, de la familia Lepidorbitoididae, de la superfamilia Orbitoidoidea, del suborden Rotaliina y del orden Rotaliida. Su especie tipo es Pseudorbitoides longispiralis. Su rango cronoestratigráfico abarca el Campaniense superior (Cretácico superior).

## Clasificación
Helicorbitoides incluye a las siguientes especies:
- Helicorbitoides boluensis †
- Helicorbitoides longispiralis †
- Helicorbitoides voigti †